# Рыцарская башня

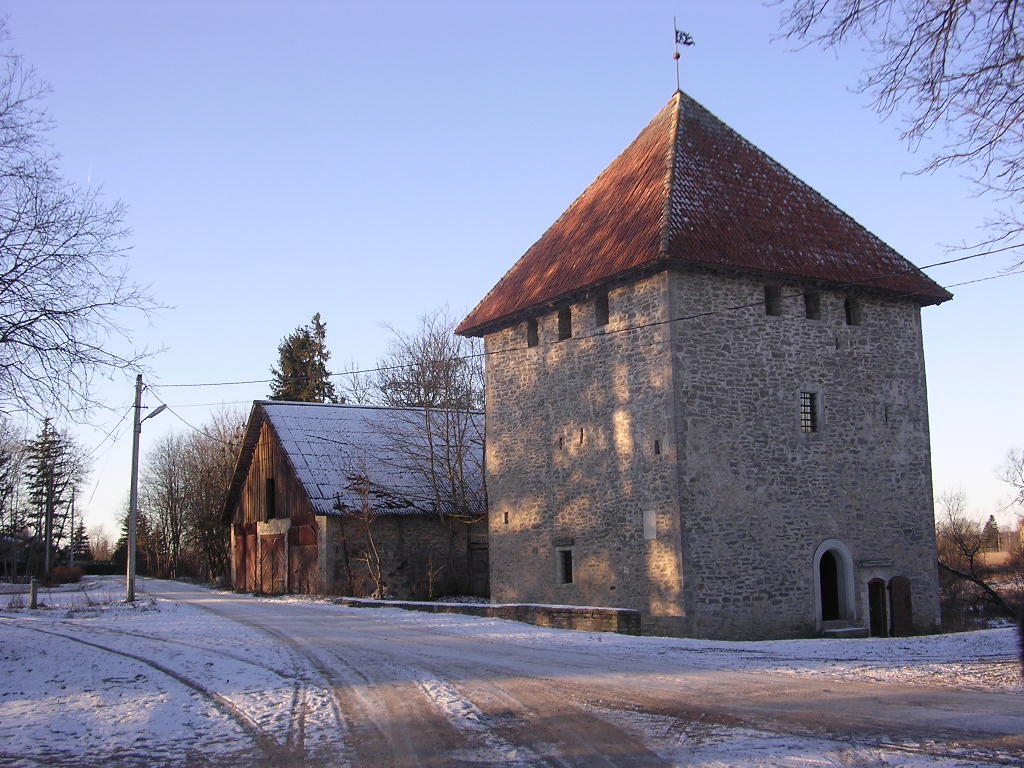
Замок Вак

Рыцарская башня (англ. Tower House, нем. Wohnturm) — тип жилых и оборонительных башен, построенных в основном в средние века (существуют примеры жилых башен XVII века на Британских островах) как резиденция рыцарей среднего класса. Башни такого типа возникли практически во всей Европе.
В Речи Посполитой строительство этого типа зданий началось в конце XII века и осуществлялось в вплоть до XV века, когда оно было заменено башнеобразными постройками типа «Укрепленная усадьба». Параллельно с ними в строились замки типа Motte-and-bailey и сторожевые башни (например, Радзымин около Пловска). Это, как правило, независимое здание с несколькими этажами, построенное на четырёхстороннем плане, содержащее жилые и хозяйственные помещения. Самый известный пример, хотя и не единственный, — это Княжеская башня в Седленцине. В дополнение к Нижней Силезии такие башни сохранились на юге Польши (Хелм-Бялавин, Столпе, Тудорув и др.).